# Карманове (Григоріопольський район)
Карманове (рум. Carmanova; рос. Карманово) — селище міського типу в Григоріопольському районі в Молдові (Придністров'ї).
Розташоване неподалік від кордону з Україною. До 1946 р. було відоме як німецьке поселення Нейдорф. До складу смт Карманове входять села Федосіївка, Мочарівка, Котівка. Населення — близько 5 тис. чол. Є середня школа та зооветеринарний технікум.
Станом на 2004 рік у селі проживало 48,3 % українців.

## Історія
Станом на 1886 рік в німецькій колонії Нейдорф Глікстальської волості Тираспольського повіту Херсонської губернії мешкало 2627 осіб, налічувалось 278 дворових господарств, існували лютеранська церква, реформаторський молитовний будинок, паровий млин, школа та 6 лавок.